# Leichtathletik-Länderkampf der Männer 1957 Ungarn – BR Deutschland
| 15. Leichtathletik-Länderkampf mit bundesdeutscher Beteiligung 1957 | 15. Leichtathletik-Länderkampf mit bundesdeutscher Beteiligung 1957 |                                 |
| ------------------------------------------------------------------- | ------------------------------------------------------------------- | ------------------------------- |
|                                                                     |                                                                     |                                 |
| Ländervergleich der Männer: Ungarn – BR Deutschland                 |                                                                     |                                 |
| Austragungsort                                                      | Budapest                                                            |                                 |
| Wettbewerbe                                                         | 20                                                                  |                                 |
| Datum                                                               | 12./13. Oktober 1957                                                |                                 |
| 1. FRG 2. HUN                                                       | 122 Punkte 090 Punkte                                               |                                 |
| Chronik                                                             |                                                                     |                                 |
| ← FRG-FRA (M)                                                       | erster LK 1958:00 TUR-FRG (M) →                                     | erster LK 1958:00 TUR-FRG (M) → |

Im fünfzehnten und letzten Vergleich des Länderkampfjahres 1957 traten die bundesdeutschen Leichtathleten am 12./13. Oktober in Budapest gegen Ungarn an. Es war die dritte Begegnung dieser beiden Nationen, die letzte lag schon siebzehn Jahre zurück und hatte ebenfalls in Budapest stattgefunden.

## Wettbewerbe und Modus
Auf dem Programm standen die in Männerländerkämpfen üblichen zwanzig Disziplinen. Damit wurden alle olympischen Wettbewerbe außer dem Marathonlauf, den beiden Gehdisziplinen und dem Zehnkampf ausgetragen. Gewertet wurde in den Einzeldisziplinen nach dem Standardsystem, in den Staffeln mit fünf zu zwei Punkten.

## Ergebnis
Die bundesdeutschen Leichtathleten sicherten sich dreizehn Disziplinsiege, davon acht mit Doppelerfolgen. Ungarn lag in sieben Wettbewerben vorn, zwei Mal mit Doppelerfolgen. Das führte zu einem klaren Sieg der bundesdeutschen Sportler, die so auch den dritten Länderkampf gegen Ungarn für sich entschieden, diesmal mit 122 zu neunzig Punkten.

## Resultate

### 100 m
| Platz | Athlet          | Land | Zeit (s) |
| ----- | --------------- | ---- | -------- |
| 1     | Manfred Germar  | FRG  | 10,2     |
| 2     | Sándor Jakabfy  | HUN  | 10,5     |
| 3     | Béla Goldoványi | HUN  | 10,6     |
| 4     | Armin Hary      | FRG  | 10,7     |

Datum: 12. Oktober

### 200 m
| Platz | Athlet              | Land | Zeit (s) |
| ----- | ------------------- | ---- | -------- |
| 1     | Manfred Germar      | FRG  | 20,6     |
| 2     | Karl-Friedrich Haas | FRG  | 21,1     |
| 3     | Béla Goldoványi     | HUN  | 21,6     |
| 4     | György Gyuricza     | HUN  | 22,3     |

Datum: 13. Oktober

### 400 m
| Platz | Athlet              | Land | Zeit (s) |
| ----- | ------------------- | ---- | -------- |
| 1     | Karl-Friedrich Haas | FRG  | 47,3     |
| 2     | Manfred Poerschke   | FRG  | 47,4     |
| 3     | István Kovács       | HUN  | 48,5     |
| 4     | László Pangert      | HUN  | 49,3     |

Datum: 12. Oktober

### 800 m
| Platz | Athlet             | Land | Zeit (min) |
| ----- | ------------------ | ---- | ---------- |
| 1     | Paul Schmidt       | FRG  | 1:55,9     |
| 2     | Lajos Szentgáli    | HUN  | 1:56,0     |
| 3     | Friedel Stracke    | FRG  | 1:56,1     |
| 4     | István Rózsavölgyi | HUN  | 1:56,4     |

Datum: 13. Oktober

### 1500 m
| Platz | Athlet             | Land | Zeit (min) |
| ----- | ------------------ | ---- | ---------- |
| 1     | István Rózsavölgyi | HUN  | 3:48,4     |
| 2     | Edmund Brenner     | FRG  | 3:48,5     |
| 3     | Harald Mengler     | FRG  | 3:49,7     |
| 4     | Lajos Kovács       | HUN  | 3:49,8     |

Datum: 12. Oktober

### 5000 m
| Platz | Athlet        | Land | Zeit (min) |
| ----- | ------------- | ---- | ---------- |
| 1     | Sándor Iharos | HUN  | 14:23,8    |
| 2     | Heinz Laufer  | FRG  | 14:23,8    |
| 3     | Miklós Szabó  | HUN  | 14:24,0    |
| 4     | Walter Konrad | FRG  | 14:31,0    |

Datum: 12. Oktober

### 10.000 m
| Platz | Athlet         | Land | Zeit (min) |
| ----- | -------------- | ---- | ---------- |
| 1     | Herbert Schade | FRG  | 29:42,6    |
| 2     | Ludwig Müller  | FRG  | 30:15,2    |
| 3     | Zoltán Kovács  | HUN  | 30:33,6    |
| 4     | Ernő Béres     | HUN  | 31:54,4    |

Datum: 13. Oktober

### 110 m Hürden
| Platz | Athlet        | Land | Zeit (s) |
| ----- | ------------- | ---- | -------- |
| 1     | Martin Lauer  | FRG  | 14,1     |
| 2     | Bert Steines  | FRG  | 14,4     |
| 3     | Imre Retezár  | HUN  | 14,6     |
| 4     | Árpád Turóczy | HUN  | 15,5     |

Datum: 12. Oktober

### 400 m Hürden
| Platz | Athlet           | Land | Zeit (s) |
| ----- | ---------------- | ---- | -------- |
| 1     | Helmut Janz      | FRG  | 51,9     |
| 2     | Wolfgang Fischer | FRG  | 52,2     |
| 3     | Antal Lippay     | HUN  | 53,6     |
| 4     | Attila Botár     | HUN  | 53,8     |

Datum: 13. Oktober

### 3000 m Hindernis
| Platz | Athlet         | Land | Zeit (min) |
| ----- | -------------- | ---- | ---------- |
| 1     | Gyula Varga    | HUN  | 8:45,8     |
| 2     | Heinz Laufer   | FRG  | 8:49,0     |
| 3     | Gerhard Hecker | HUN  | 8:53,4     |
| 4     | Helmut Thumm   | FRG  | 9:19,4     |

Datum: 13. Oktober

### 4 × 100 m Staffel
| Platz | Besetzung      | Land                                                  | Zeit (s) |
| ----- | -------------- | ----------------------------------------------------- | -------- |
| 1     | BR Deutschland | Leonhard Pohl Armin Hary Martin Lauer Manfred Germar  | 40,7     |
| 2     | Ungarn         | György Gyuricza Gregor Sándor Jakabfy Béla Goldoványi | 41,2     |

Datum: 12. Oktober

### 4 × 400 m Staffel
| Platz | Besetzung      | Land                                                          | Zeit (min) |
| ----- | -------------- | ------------------------------------------------------------- | ---------- |
| 1     | BR Deutschland | Horst Huber Jürgen Kühl Manfred Poerschke Karl-Friedrich Haas | 3:11,6     |
| 2     | Ungarn         | László Pangert Beke Lajos Szentgáli István Kovács             | 3:16,3     |

Datum: 13. Oktober

### Hochsprung
| Platz | Athlet            | Land | Höhe (m) |
| ----- | ----------------- | ---- | -------- |
| 1     | Werner Bähr       | FRG  | 2,03     |
| 2     | Theo Püll         | FRG  | 2,00     |
| 3     | Árpád Bodó        | HUN  | 2,00     |
| 4     | János Medovárszky | HUN  | 1,85     |

Datum: 13. Oktober

### Stabhochsprung
| Platz | Athlet         | Land | Höhe (m) |
| ----- | -------------- | ---- | -------- |
| 1     | János Horváth  | HUN  | 4,10     |
| 2     | Horst Drumm    | FRG  | 4,00     |
| 3     | János Miskei   | HUN  | 3,90     |
| 4     | Dieter Möhring | FRG  | 3,90     |

Datum: 12. Oktober

### Weitsprung
| Platz | Athlet             | Land | Weite (m) |
| ----- | ------------------ | ---- | --------- |
| 1     | Dieter Witte       | FRG  | 7,52      |
| 2     | Manfred Molzberger | FRG  | 7,35      |
| 3     | Ödön Földessy      | HUN  | 7,30      |
| 4     | László Mihályfi    | HUN  | 6,96      |

Datum: 12. Oktober

### Dreisprung
| Platz | Athlet            | Land | Weite (m) |
| ----- | ----------------- | ---- | --------- |
| 1     | István Bolyki     | HUN  | 14,90     |
| 2     | Hermann Strauß    | FRG  | 14,63     |
| 3     | Walter Mahlendorf | FRG  | 14,46     |
| 4     | Gyula Czapalai    | HUN  | 14,24     |

Datum: 13. Oktober

### Kugelstoßen
| Platz | Athlet          | Land | Weite (m) |
| ----- | --------------- | ---- | --------- |
| 1     | Hermann Lingnau | FRG  | 17,19     |
| 2     | János Mihályfi  | HUN  | 16,10     |
| 3     | Dietrich Urbach | FRG  | 16,01     |
| 4     | Ferenc Kövesdi  | HUN  | 15,96     |

Datum: 13. Oktober

### Diskuswurf
| Platz | Athlet           | Land | Weite (m) |
| ----- | ---------------- | ---- | --------- |
| 1     | József Szécsényi | HUN  | 52,81     |
| 2     | Ferenc Klics     | HUN  | 52,04     |
| 3     | Otto Koppenhöfer | FRG  | 49,40     |
| 4     | Josef Klik       | FRG  | 46,02     |

Datum: 12. Oktober

### Hammerwurf
| Platz | Athlet          | Land | Weite (m) |
| ----- | --------------- | ---- | --------- |
| 1     | Gyula Zsivótzky | HUN  | 61,38     |
| 2     | József Csermák  | HUN  | 59 19     |
| 3     | Willi Glotzbach | FRG  | 58,18     |
| 4     | Hugo Ziermann   | FRG  | 57,34     |

Datum: 13. Oktober

### Speerwurf
| Platz | Athlet          | Land | Weite (m) |
| ----- | --------------- | ---- | --------- |
| 1     | Herbert Koschel | FRG  | 76,34     |
| 2     | Heinrich Will   | FRG  | 76,08     |
| 3     | Gergely Kulcsár | HUN  | 71,10     |
| 4     | Sándor Krasznai | HUN  | 67,30     |

Datum: 12. Oktober